# Понтита (Пиза)
Понтита је насеље у Италији у округу Пиза, региону Тоскана.
Према процени из 2011. у насељу је живело 39 становника. Насеље се налази на надморској висини од 95 м.